# 山尾庸三

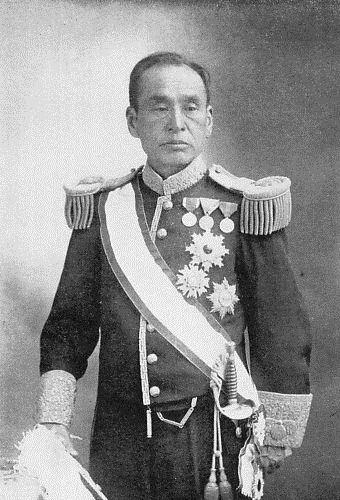
山尾庸三

山尾 庸三（やまお ようぞう、天保8年10月8日〈1837年11月5日〉- 1917年〈大正6年〉12月22日）は、日本の政治家。子爵。
長州藩重臣で寄組繁沢氏の給領地庄屋であった山尾忠治郎の二男。周防国吉敷郡二島村（現・山口県山口市秋穂二島）出身。木戸幸一（太平洋戦争時の昭和天皇側近）の外祖父（長女の寿栄が木戸の母）に当たる。

## 生い立ち

### 幕末期
萩藩寄組である繁沢石見に経理の才を認められ奉公（陪臣）に上がる。1852年（嘉永5年）、江戸に赴き、同郷の桂小五郎に師事し、その後江川塾の門弟となる。
1861年（文久元年）、幕府の船・亀田丸に乗船し、アムール川流域を査察。帰国後は箱館に滞在して武田斐三郎に師事した。1862年（文久2年）、英国公使館焼き討ち事件に参加したほか、塙忠宝を伊藤博文とふたりで暗殺した。
1863年（文久3年）3月、長州藩が購入した癸亥丸の測量方を務め、横浜港から大阪を経由して三田尻港まで航行した。この時の癸亥丸の船長が井上勝（当時は野村弥吉）である。この時、京都にいた世子毛利元徳が帰藩のため癸亥丸に乗船予定であったが、操船に不安があったため、京邸の役人は庚申丸を選び、癸亥丸を随従させるという決定を下した。同年4月、周布政之助は「野弥山庸両人は、儲公三田尻御着船之上ハ宿志を遂候様に、於私に精々心配可仕候間」と書いた手紙を来島又兵衛に送っている。
帰藩した山尾と野村はただちに洋行留学の願いを出し、井上馨を加えた3名の渡英が決定した。後に伊藤博文と遠藤謹助を加えて5名となった。

### イギリス留学
1863年（文久3年）、藩命により陪臣から藩の士籍に列し、密航で伊藤博文・井上馨・井上勝・遠藤謹助と共にイギリスへ留学し、後に長州五傑（長州ファイブ）と呼ばれる。
ロンドンのユニヴァーシティ・カレッジ・ロンドン（UCL）において2年間英語と基礎科学を学んだ。 UCL在籍2年修了後、成績優秀者として優等賞を授与された。分析化学で4位、理論化学で10位であった。
その後グラスゴーに移り、ヒュー・マセソン (Hugh Matheson) の紹介でグラスゴーのネピア造船所 (Napier Shipyard) で徒弟工として技術研修を受けるとともに、アンダーソン・カレッジ（後のストラスクライド大学）の夜学コースで学んだ。その間ヒュー・マセソンの友人のコリン・ブラウン Colin Brown宅に下宿した。後に工学寮工学校都検として来日するヘンリー・ダイアーは、アンダーソン・カレッジの夜学で山尾の姿を見たと語っている。
ブラウンは、山尾が明治3年に明治政府の要職に就いたことを工部省御雇いのコリン・マクヴェインから知らされ、グラスゴーで日本の将来のために毎日仕事と勉強に勤しむ山尾の姿を思い出し、彼こそ「真のヒロー」であると述べている。

### 明治政府出仕
1868年（明治元年）に帰国。帰国後に明治政府に出仕し、横須賀製鉄所担当権大丞となった。鉄道技師長のエドモンド・モレルの提案を受けて伊藤博文とともに1870年（明治3年）の工部省の設立に勤めた。この時、民部省内の一組織ではなく、独立した省として設立すべきと強く主張した。大久保利通の岩倉具視宛書簡に、「工部省之事も既二御治定二而、寮之筈之処山尾辞表差出終に省に御決定御発表有之候条（寮という民部省内の組織のはずだったのに、山尾が辞表を出しながら強く主張したため最終的に独立した省となることが決まった）、公も不得止御情実も被為在候や」とある。
1871年（明治4年）、工部省が10寮1司体制で始動すると、岩倉使節団副使として外遊する工部大輔の伊藤博文に代わり工部省をまとめあげるとともに、工学寮と測量司の長に就任。日本最初の実務技術者養成機関である工学校の創設に尽力し、この工学校は1877年（明治10年）に工部大学校と改められ、のちの東京大学工学部の前身となった。工部権大丞・工部少輔、工部大輔を経て、1880年（明治13年）に工部卿に就任するなど、工学関連の重職を任された。工部省として、工鉱業の現状調査、導入できる西欧の人材・技術の選定、工鉱業の発展・高度・活性化の推進、原材料や商品の輸送手段（船・港湾・灯台、鉄道、道路）の整備に尽力した。
- 工学校の前身である工学寮の設立には「未だ日本において為すべき工業なし、学校を立て人を作るも何の用をか為さん」などと反対論も多かったが、山尾は「仮令当時為すの工業無くも（仮に今工業がないとしても）、人を作れば其人工業を見出すべし」と工学教育の重要性を訴え、認めさせた（明治4年4月）。
- ほぼ同時期の1871年（明治4年）9月、「盲聾唖学校設置建白書」を起案。この意見はすぐには受け入れられなかったものの、障碍者教育の先駆けとなった。1875年（明治8年）5月に盲人教育を目的とした楽善会（東京盲唖学校の前身）が発足し、1876年（明治9年）3月に山尾が入会している。
- 1871年（明治4年）、長崎製鉄所の平野富二（石川島造船所（現・IHI）創立者）に協力して製鉄所の不正経理の調査実態解明を行った。その後長崎製鉄所は民営化され、平野も製鉄所を離れたが、山尾はその後の平野の事業（印刷業・造船業など）に支援を惜しまなかった[13]。
- 工部省はその後官営工場の民間への払下げが進められ、1885年（明治18年）12月に逓信省と農商務省に分割・統合された。なお、鉄道事業は内閣直属になり（鉄道局及び鉄道省を参照）、電信・灯台などの事業は逓信省に引き継がれ、郵便と一体化された。山尾が主張した工部省はその目的・役割を果たした上で、次のステージに進んだと言える。

また、参事院議官、参事院副議長も務めた。工部省が廃止された1885年（明治18年）、新たに創設された法制局の初代長官に任命され、宮中顧問官・有栖川宮別当・北白川宮別当も兼任して務めている。1887年（明治20年）5月24日に子爵となる。
- 別当として、宮家の公式な晩餐会などの祝宴に関わった記録が残されている[15]。

1888年（明治21年）2月7日、法制局長官を辞任し、宮中顧問官・有栖川宮別当・北白川宮別当兼任のまま、2月15日に官庁集中計画を担う臨時建築局のの第二代総裁に就任した（初代は井上馨)。山尾は、井上が進めていた計画を大幅に縮小・変更した新計画を作成し、同年9月25日に閣議決定を受けた。現在の日比谷公園と諸官庁の敷地である千代田区霞が関一丁目・二丁目はこの新計画に基づくものであり、山尾が「中央官庁街の原型を与えた」と言われる。1890年（明治23年）1月、臨時建築局の廃止処分とベックマン条約の満期前解約について山縣有朋大臣に上申した。臨時建築局は同3月26日に廃止され、その事務は内務省土木局が管掌することになった。

### 社会運動と晩年
1898年（明治31年）に退官後、文墨に親しみ特に金魚の飼育を好んだ。
1871年（明治4年）には盲学校、聾学校の設置を主張する建白書を表すなど障害者教育に熱心に取り組み、1880年（明治13年）に楽善会訓盲院(東京盲唖学校の前身)を設立した。1915年（大正4年）には日本聾唖協会の総裁となっている。1876年（明治9年）に楽善会訓盲院設立認可が下りた日に因む東京盲唖学校の設立記念日12月22日（新暦）は、幕末に山尾が暗殺した塙忠宝（盲目の国学者塙保己一の息子）の命日と同じ日付（旧暦）である。
1917年（大正6年）、死去。
長男・次男は早世しており、三男の山尾三郎（1877年-1946年）が子爵を襲爵した。

## エピソード・人物評
- 酒が全く飲めず、お酒の燗の番をさせられていたという話がある。大隈重信の談話「明治の初年に、或る時、朝の八時から岩倉公と伊藤と我輩と三人が飲み始めた、山尾庸三は酒が飲めないから、燗番で酒の燗をして居る、（中略）燗番をしていた山尾が、驚いて飛んで来て、マアマアと双方をなだめたことが有る」[21]
- 英国密留学仲間（英国に最後まで残った2人）の井上勝とは工部省時代には上司（山尾）と部下（勝）の関係であったが、常に手を焼かされた。長州藩士時代は勝が身分が上だが、山尾が6歳年上である。勝が鉄道寮を大阪へ移転するようにも頼んだのに山尾が拒否したため、1873年（明治6年）7月22日に官職を辞任したこともあった。帰国した伊藤博文が両者を説得し、勝は1874年（明治7年）1月に鉄道頭に復帰、2月に鉄道寮移転も認められた。
  - 大隈重信による井上勝評「井上勝は、子どもの時から剛情な男で、誰彼となく衝突し、工部省ができたころは、勝と衝突しない上役はなく、鉄道初期に功労のあった山尾庸三などは一番ひどかった。その山尾は、勝は俺には使えぬ、とこぼしていた。誰か代わりができるかというと、他に代わりはいない。いなければ仕方がない、勝を使うしかない」
  - 勝の訃報にはいち早く自宅を訪れ、傷心の妻子に代わり弔問客の対応や通夜等の手配を行った。このため、弔問客の名簿には山尾の名前は記されてないとされる。
- 森有礼（薩摩藩第一次英国留学生の一人で、英国留学中に山尾・野村・遠藤に会っている）「長州之人三人も追々落会仕り観察仕候処候。一人山尾と申人ハ誠に誠実の人二而宜敷人二御座候」
- ヘンリー・ダイアー（工部大学校都険（実質的な校長））「わたしの親友である山尾子爵は、工業だけでなく、産業全般に対しても多大の貢献をした。氏の名前は政治史ではさほど目立たない存在かも知れないが、静かで控えめな態度で、しかも日本を進歩させるために活動していたすべての人々の良き友として、日本のために立派な貢献をした人物の一人であることを記憶すべきである」
- 石橋絢彦（工部大学校卒業生）「庸三と（井上）勝とは始終反目していた。気風が合わない。庸三は温雅で勝は狷介（頑固）、年は庸三が六歳上で思慮が深い。その庸三の仕事を勝は貶していた」
- 荒川巳次（工部大学校卒業生）「山尾子爵は、実に質朴で剛堅の好人物で、一度子爵に近づけばヨキオジサンの感がした。高位高官の人でありながら、何でも話せる人であった。若い者の考えもよく聞いてくれた。学生上がりのわれわれをも丁寧親切に遇せられた。偉い人の生活は実に豪奢なものであったが、子爵は大きな家でもなく、身分から言えば質素な邸宅であった。子爵は謹厳この上もない人であった。江戸にいた若い頃、仲間たちが品川の妓楼に連れて行ったが、氏は端座したまま夜を明かした」

## 親族
- 妻：種子 - 岩瀬良應の長女
- 三男：三郎
- 長女：寿栄子 - 木戸孝正（侯爵）の後妻
- 次女：千代子 - 廣澤金次郎（伯爵）の前妻
- 四女：米子 - 前島彌（男爵）の前妻
- 五女：鶴子 - 古谷久綱の妻
- 六女：亀子 - 廣澤金次郎（伯爵）の後妻
- 七女：酉子 - 前島彌（男爵）の後妻
- 八女：梅子 - 星野友次郎の妻

## 栄典
位階
- 1886年（明治19年）10月20日 - 従三位[22]
- 1894年（明治27年）6月30日 - 正三位[23]
- 1915年（大正4年）10月11日 - 正二位[24]

爵位
- 1887年（明治20年）5月24日 - 子爵[25]

勲章等
| 受章年                     | 略綬 | 勲章名                   | 備考 |
| -------------------------- | ---- | ------------------------ | ---- |
| 1888年（明治21年）7月21日  |      | 銀製黄綬褒章             |      |
| 1889年（明治22年）11月25日 |      | 大日本帝国憲法発布記念章 |      |
| 1892年（明治25年）6月29日  |      | 勲一等瑞宝章             |      |
| 1898年（明治31年）1月31日  |      | 旭日大綬章               |      |
| 1915年（大正4年）11月10日  |      | 大礼記念章               |      |
| 1917年（大正6年）12月22日  |      | 旭日桐花大綬章           |      |

外国勲章佩用允許
| 受章年                    | 国籍         | 略綬 | 勲章名         | 備考 |
| ------------------------- | ------------ | ---- | -------------- | ---- |
| 1889年（明治22年）5月10日 | イタリア王国 |      | 王冠第一等勲章 |      |